# Primula bayernii
Primula bayernii är en viveväxtart som beskrevs av Franz Josef Ivanovich Ruprecht. Primula bayernii ingår i släktet vivor, och familjen viveväxter. Inga underarter finns listade i Catalogue of Life.